# Liste der Wappen im Landkreis Emmendingen
Diese Liste beinhaltet alle in der Wikipedia gelisteten Wappen des Landkreises Emmendingen in Baden-Württemberg, inklusive historischer Wappen. Fast alle Städte, Gemeinden und Kreise in Baden-Württemberg führen ein Wappen. Sie sind über die Navigationsleiste am Ende der Seite erreichbar.

## Landkreis Emmendingen

Wappen des Landkreises Emmendingen[1]
Der Landkreis Emmendingen in Baden-Württemberg

## Städtewappen im Landkreis Emmendingen

Elzach[2]
Emmendingen[3]
Endingen am Kaiserstuhl[4]
Herbolzheim[5]
Kenzingen[6]
Waldkirch[7]

## Gemeindewappen im Landkreis Emmendingen

Bahlingen am Kaiserstuhl[8]
Biederbach[9]
Denzlingen[10]
Forchheim[11]
Freiamt[12]
Gutach im Breisgau[13]
Malterdingen[14]
Reute[15]
Rheinhausen im Breisgau[16]
Riegel[17]
Sasbach am Kaiserstuhl[18]
Sexau[19]
Simonswald[20]
Teningen[21]
Vörstetten[22]
Weisweil[23]
Winden im Elztal[24]
Wyhl am Kaiserstuhl[25]

## Ehemalige Städte- und Gemeindewappen

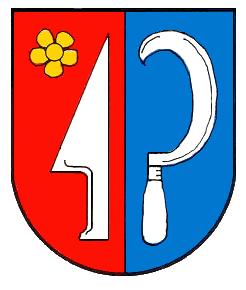
Amoltern
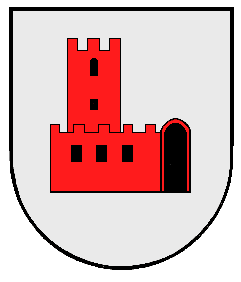
Altsimonswald
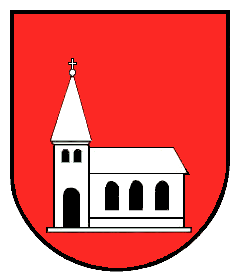
Bleibach
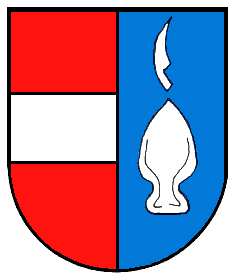
Bleichheim
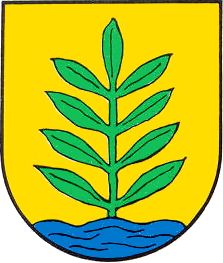
Bombach
Broggingen[31]
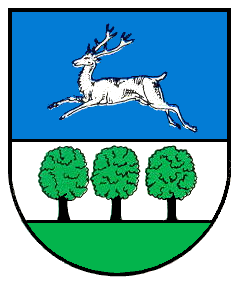
Buchholz
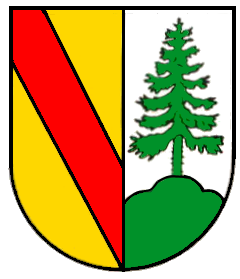
Freiamt
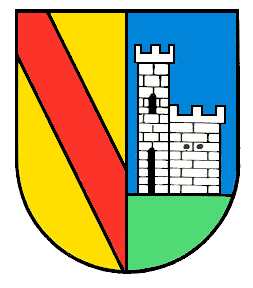
Gutach im Breisgau
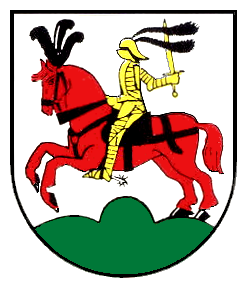
Haslachsimonswald
Hecklingen[36]
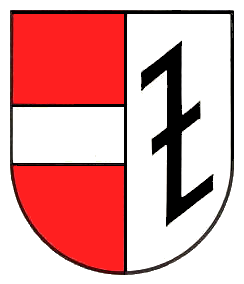
Heimbach
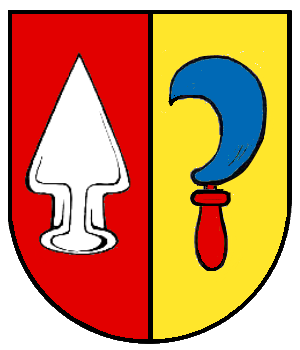
Jechtingen
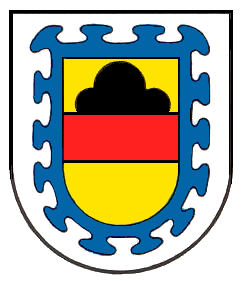
Katzenmoos
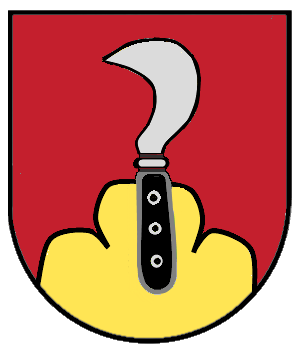
Kiechlinsbergen
Köndringen[41]
Königschaffhausen[42]
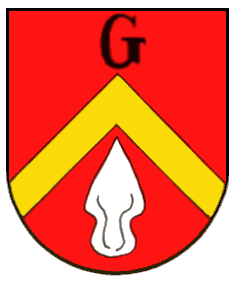
Kollmarsreute
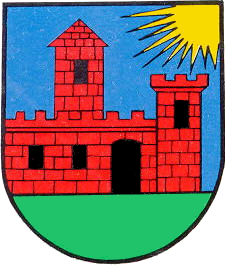
Kollnau
Leiselheim[45]
Maleck[46]
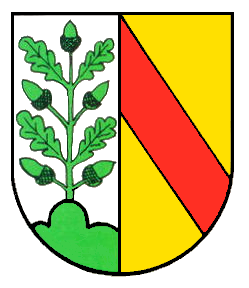
Mundingen
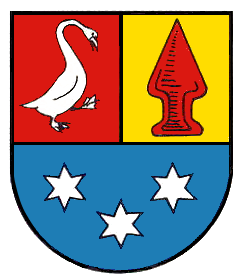
Niederhausen
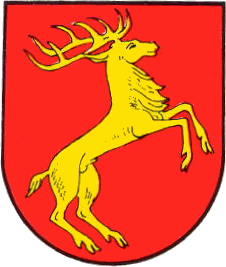
Niederwinden
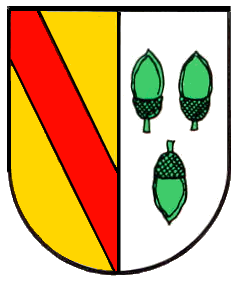
Nimburg
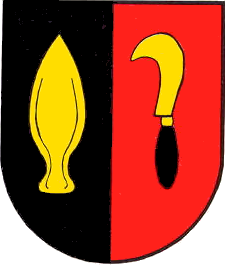
Nordweil
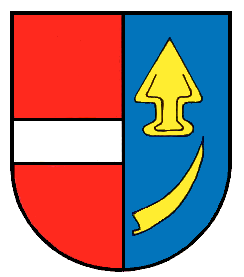
Oberhausen
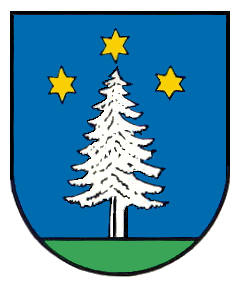
Obersimonswald
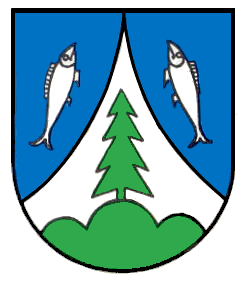
Oberprechtal
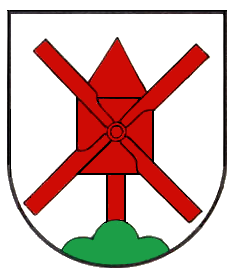
Oberwinden
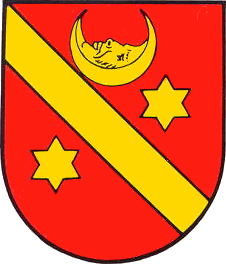
Ottoschwanden
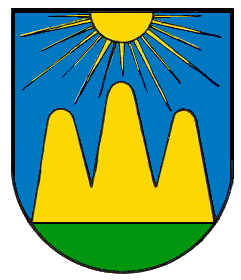
Prechtal
Siegelau[58]
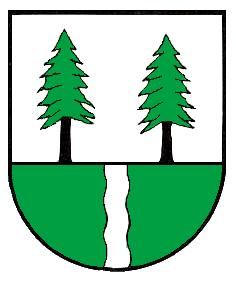
Siensbach
Suggental[60]
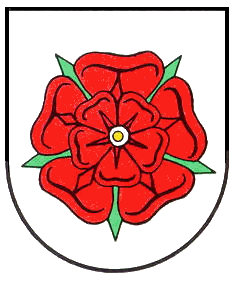
Tutschfelden
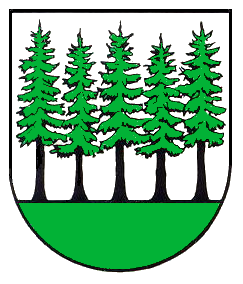
Untersimonswald
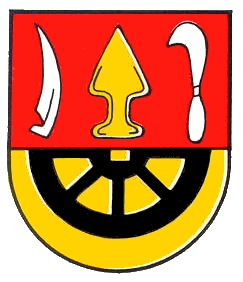
Wagenstadt
Waldkirch[64]
Wasser[65]
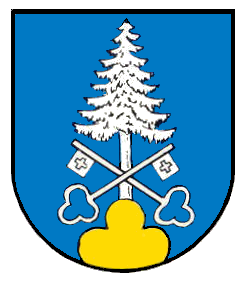
Wildgutach
Windenreute[67]
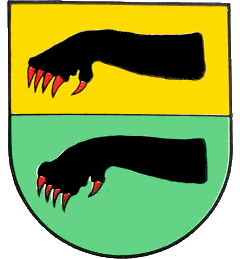
Yach

## Blasonierungen
1. ↑  Landkreis Emmendingen: In gespaltenem und halb geteiltem Schild rechts in Gold (Gelb) ein roter Schrägrechtsbalken, links oben in Silber (Weiß) ein schwarzer Sechsberg, unten in Blau ein silberner (weißer) Flügel.
2. ↑  Elzach: In gespaltenem Schild vorne in Grün stehend der silbern gekleidete hl. Nikolaus mit roter Mitra, in der Rechten einen silbernen Krummstab, in der Linken ein rotes Buch mit drei daraufliegenden goldenen Kugeln haltend, unten in Silber ein schwebender schwarzer Dreiberg.
3. ↑  Emmendingen: In gespaltenem Schild vorne in Gold ein roter Schrägbalken, hinten in Blau ein Mann in silberner Prunkrüstung, einen silbernen Stab in der Rechten, die Linke auf das umgehängte silberne Schwert gestützt. Der Mann ist der dem Hochadel (Stab!) angehörende Markgraf Jacob III. der Emmendingen 1590 das Stadtrecht verlieh.
4. ↑  Endingen am Kaiserstuhl: In gespaltenem Schild vorn in Rot ein silberner Balken, hinten in Blau ein silberner Flug.
5. ↑  Herbolzheim: In halbgeteiltem und gespaltenem Schild vorne oben in Rot ein silberner Balken, unten in Blau ein silberner Flügel, hinten in Gold ein halber, golden bewehrter und rot bezungter schwarzer Adler am Spalt, die Brust belegt mit einer halben gestürzten silbernen Pflugschar.
6. ↑  Kenzingen: In gespaltenem Schild unter blauem Schildhaupt, darin ein silberner Flügel, vorne in Rot ein silberner Balken, hinten in Silber zwei pfahlweis gestellte, abgewendete blaue Fische.
7. ↑  Waldkirch: In Blau auf schwebendem Sechsberg eine eintürmige silberne Kirche mit roter Bedachung und goldenem Turmkreuz zwischen je einem aus dem Sechsberg wachsenden silbernen Linden- und Eichenzweig.
8. ↑  Bahlingen am Kaiserstuhl: In gespaltenem Schild vorne in Gold ein roter Schrägbalken, hinten in Blau ein silbernes Winzermesser mit schwarzem Griff über einer gestürzten silbernen Pflugschar.
9. ↑  Biederbach: In Blau auf silbernem Fels sitzend ein silbern gekleideter Hirte, in der Rechten einen silbernen Hirtenstab haltend.
10. ↑  Denzlingen: In gespaltenem Schild vorne in Gold ein roter Schrägbalken, hinten in Blau eine silberne Pflugschar.
11. ↑  Forchheim: In Blau über goldenem Dreiberg rechtshin liegend ein silbernes Senseneisen, darüber eine gestürzte silberne Pflugschar, beseitet von zwei goldenen Sternen.
12. ↑  Freiamt: In Gold ein roter Schrägbalken, oben eingebildeter roter Halbmond und zwei rote Sterne, unten eine grüne Tanne mit schwarzem Stamm aus dem Schildrand wachsend.
13. ↑  Gutach im Breisgau: In Gold auf blauem Berg, worin ein Teil eines silbernen Zahnrades am unteren Schildrand, eine grüne Tanne.
14. ↑  Malterdingen: In gespaltenem Schild vorne in Gold ein roter Schrägbalken, hinten in Silber ein blaues Rebmesser mit schwarzem Griff.
15. ↑  Reute: In gespaltenem Schild vorne in Rot ein silberner Balken, hinten in Blau eine gestürzte goldene Pflugschar.
16. ↑  Rheinhausen im Breisgau: In gespaltenem Schild vorne in Rot ein silberner Balken, hinten in Blau eine gestürzte goldene Pflugschar, unten ein silberner Fisch, zum Bildrand schwimmend.
17. ↑  Riegel: In Blau ein goldener Römerrumpf mit grünem Lorbeerkranz.
18. ↑  Sasbach am Kaiserstuhl: In Schwarz ein doppelgeschwänzter goldener Löwe.
19. ↑  Sexau: In gespaltenem Schild vorne in Gold ein roter Schrägbalken, hinten in Silber auf grünem Dreiberg eine grüne Staude mit sechs Eicheln.
20. ↑  Simonswald: In von Gold und Silber gespaltenem Schild auf rotem Dreiberg drei grüne Tannen, von denen die mittlere den Schild spaltend bis zum oberen Schildrand reicht.
21. ↑  Teningen: In gespaltenem Schild vorne in Gold ein roter Schrägbalken, hinten in Blau eine gestürzte goldene Pflugschar.
22. ↑  Vörstetten: In gespaltenem Schild vorne in Gold ein roter Schrägbalken, hinten in Blau ein steigender goldener Krebs neben einem pfahlweis gestellten silbernen Pflugmesser.
23. ↑  Weisweil: In gespaltenem Schild vorne in Gold ein roter Schrägbalken, hinten in Blau zwei schräggekreuzte silberne Fische.
24. ↑  Winden im Elztal: In Silber auf grünem Dreiberg eine rote Kirche, beseitet von zwei achtspeichigen roten Mühlrädern.
25. ↑  Wyhl am Kaiserstuhl: In gespaltenem Schild vorne in Rot eine gestürzte goldene Pflugschar, hinten in Blau ein pfahlweis gestelltes silbernes Senseneisen.
26. ↑  Amoltern: In gespaltenem Schild vorne in Rot eine gestürzte halbe silberne PS, in der rechten oberen Ecke eine fünfblättrige goldene Rose, hinten in Blau ein silbernes Winzermesser.
27. ↑  Altsimonswald: In Silber eine rote Burg.
28. ↑  Bleibach: In Rot eine silberne Kirche.
29. ↑  Bleichheim: In gespaltenem Schild vorne in Rot ein silberner Balken, hinten in Blau eine gestürzte silberne Pflugschar, darüber ein pfahlweis gestelltes silbernes Senseneisen.
30. ↑  Bombach: In Gold aus blauem Wellenschildfuß wachsend eine grüne Staude.
31. ↑  Broggingen: In gespaltenem Schild vorne in Gold ein roter Schrägbalken, hinten in Silber das schwarze Dorfzeichen in Form eines lateinischen Großbuchstaben X mit Serifen, der obere rechte Arm abgewinkelt.
32. ↑  Buchholz: In geteiltem Schild oben in Blau ein springender silberner Hirsch, unten in Silber auf grünem Schildfuß drei Kugelbäume mit grünem Laub und schwarzem Stamm.
33. ↑  Freiamt (alt): In gespaltenem Schild vorn in Gold ein roter Schrägbalken, hinten in Silber auf grünem Dreiberg eine grüne Tanne.
34. ↑  Gutach im Breisgau (alt): In gespaltenem Schild vorne in Gold ein roter Schrägbalken, hinten in Blau auf grünem Schildfuß eine silberne Burg.
35. ↑  Haslachsimonswald: In Silber auf grünem Dreiberg ein golden gerüsteter Ritter auf rotem Pferd mit schwarzem Zaumzeug.
36. ↑  Hecklingen: In Schwarz ein silberner Angelhaken.
37. ↑  Heimbach: In gespaltenem Schild vorne in Rot ein silberner Balken, hinten in Silber das schwarze Dorfzeichen in Form eines Wolfshakens mit einem Querbalken.
38. ↑  Jechtingen: In gespaltenem Schild vorne in Rot eine gestürzte silberne Pflugschar, hinten in Gold ein blaues Winzermesser mit rotem Griff.
39. ↑  Katzenmoos: In Gold mit silber-blauem Wolkenbord ein roter Balken, auf diesem aufsitzend ein schwarzer Dreiberg.
40. ↑  Kiechlinsbergen: In Rot ein goldener Dreiberg, alles überdeckt von einem Winzermesser mit schwarzem Griff und silberner Schneide.
41. ↑  Köndringen: In gespaltenem Schild vorne in Gold ein roter Schrägbalken, hinten in Blau ein goldener Ring, darüber ein silbernes Rebmesser mit goldenem Griff.
42. ↑  Königschaffhausen: In gespaltenem Schild vorne in Gold ein roter Schrägbalken, hinten in Gold auf grünem Boden ein roter Turm mit Staffelgiebel.
43. ↑  Kollmarsreute: In Rot ein goldener Sparren, über diesem der schwarze Großbuchstabe G, unten eine gestürzte goldene Pflugschar.
44. ↑  Kollnau: In Blau auf grünem Boden eine aus dem vorderen Schildrand hervorgehende rote Burg, aus dem linken Obereck hervorgehend eine strahlende goldene Sonne.
45. ↑  Leiselheim: In Silber auf grünem Dreiberg ein grüner Rebstock mit einem Blatt und drei blauen Trauben.
46. ↑  Maleck: In gespaltenem Schild vorne in Gold ein roter Schrägbalken, hinten in Silber eine schwarze Fensterraute, darin der schwarze Großbuchstabe G.
47. ↑  Mundingen: In gespaltenem Schild vorne in Silber auf grünem Dreiberg eine grüne Eichenstaude mit sieben grünen Eicheln, hinten in Gold ein roter Schrägbalken.
48. ↑  Niederhausen: In geteiltem und oben gespaltenem Schild vorne in Rot ein linkshin schreitender silberner Schwan, hinten in Gold eine gestürzte rote Pflugschar, unten in Blau drei (2:1) goldene Sterne.
49. ↑  Niederwinden: In Rot ein nach links springender goldener Hirsch.
50. ↑  Nimburg: In gespaltenem Schild vorne in Gold ein roter Schrägbalken, hinten in Silber drei (2:1) grüne Eicheln übereinander, die oberen gestürzt.
51. ↑  Nordweil: In gespaltenem Schild vorne eine gestürzte goldene Pflugschar, hinten in Rot ein Rebmesser mit goldener Schneide und schwarzem Griff.
52. ↑  Oberhausen: In gespaltenem Schild vorne in Rot ein silberner Balken, hinten in Blau eine gestürzte goldene Pflugschar, darunter schrägliegend ein goldenes Sensenblatt.
53. ↑  Obersimonswald: In Blau auf grünem Boden eine silberne Tanne, über deren Spitze und zu beiden Seiten des Wipfels schwebend je ein goldener Stern.
54. ↑  Oberprechtal: Durch eine aufsteigende, eingebogene Spitze in drei Felder geteilt; Feld 1 und 2: In Blau ein pfahlweis gestellter silberner Fisch, Feld 3: In Silber auf grünem Dreiberg eine grüne Tanne.
55. ↑  Oberwinden: In Silber auf grünem Dreiberg eine rote Windmühle.
56. ↑  Ottoschwanden: In Rot ein goldener Schrägbalken, begleitet von zwei goldenen Sternen, im Schildhaupt liegend ein goldener Halbmond mit Gesicht.
57. ↑  Prechtal: In Blau auf grünem Schildfuß drei goldene Berge, aus dem oberen Schildrand hervorgehend eine strahlende goldene Sonne.
58. ↑  Siegelau: In Silber ein schwebender schwarzer Sechsberg.
59. ↑  Siensbach: In Silber auf grünem Boden mit pfahlweis gestelltem silbernen Bach zwei grüne Tannen mit schwarzem Stamm.
60. ↑  Suggental: In Schwarz auf grünem Boden ein silberner Sechsberg.
61. ↑  Tutschfelden: In Silber eine goldbesamte rote Rose mit grünen Kelchblättern.
62. ↑  Untersimonswald: In Silber auf grünem Boden nebeneinander fünf grüne Tannenbäume mit schwarzen Stämmen.
63. ↑  Wagenstadt: In geteiltem Schild oben in Rot nebeneinander ein pfahlweis gestelltes silbernes Senseneisen, ein gestürztes goldenes Pflugeisen unten ein silbernes Rebmesser, unten in Gold ein halbes schwarzes Rad an der Teilung.
64. ↑  Waldkirch (alt): In geteiltem Schild oben in Blau eine zweitürmige silberne Kirche mit roter Bedachung und goldenem Kreuz auf dem Giebel des Kirchenschiffs beseitet von zwei silbernen Laubbäumen, unten in Gold drei bewurzelte silberne Bäume.
65. ↑  Wasser: In gespaltenem Schild vorne in Gold ein roter Schrägbalken, hinten in Rot eine gestürzte silberne Pflugschar.
66. ↑  Wildgutach: In Blau auf goldenem Dreiberg eine silberne Tanne, über deren Stamm schräggekreuzt zwei silberne Schlüssel.
67. ↑  Windenreute: In gespaltenem Schild vorne in Gold ein roter Schrägbalken, hinten in Blau eine aufrecht gestellte facettierte silberne Raute.
68. ↑  Yach: In von Gold und Grün geteiltem Schild oben und unten je eine liegende rot bewehrte schwarze Bärenpranke.